# 야무베쓰역
야무베쓰역(일본어: 止別駅 やむべつえき[*])은 일본 홋카이도 샤리 군 고시미즈정에 위치한 홋카이도 여객철도 센모 본선의 철도역이다. 역 번호는 B73이며, 단선 승강장 1면 1선의 구조를 갖춘 지상역이다.

## 역 주변
- 고시미즈 정청 야무베쓰 출장소

## 역사
- 1925년 11월 10일 : 일본국유철도의 역으로서 개업. 일반역.
- 1930년 6월 3일 : 기타미 철도 개업. 이 역 부근에 (가) 야무베쓰 역이 설치되었다.
- 1937년 3월 15일 경 : 기타미 철도가 역 앞으로 환승.
- 1939년 8월 25일 : 기타미 철도 폐지.
- 1968년 11월 30일 : 역사 개축.
- 1982년 9월 10일 : 화물 취급 폐지.
- 1984년
  - 2월 1일 : 소화물 취급 폐지.
  - 3월 1일 : 역무원 배치 종료. 간이 위탁화.
- 1987년 4월 1일 : 일본국유철도 분할 민영화에 의해, 홋카이도 여객철도가 승계.

## 인접 역
| 홋카이도 여객철도 센모 본선     | 홋카이도 여객철도 센모 본선 | 홋카이도 여객철도 센모 본선         |
| ------------------------------- | --------------------------- | ----------------------------------- |
| B 74 하마코시미즈 아바시리 방면 | ■ 센모 본선                 | 시레토코샤리 B 72 히가시쿠시로 방면 |